# Frontière entre le Cameroun et la République centrafricaine
La frontière entre le Cameroun et la République centrafricaine est longue de 797 km. Elle est située à l'est du Cameroun et à l'ouest de la République centrafricaine.

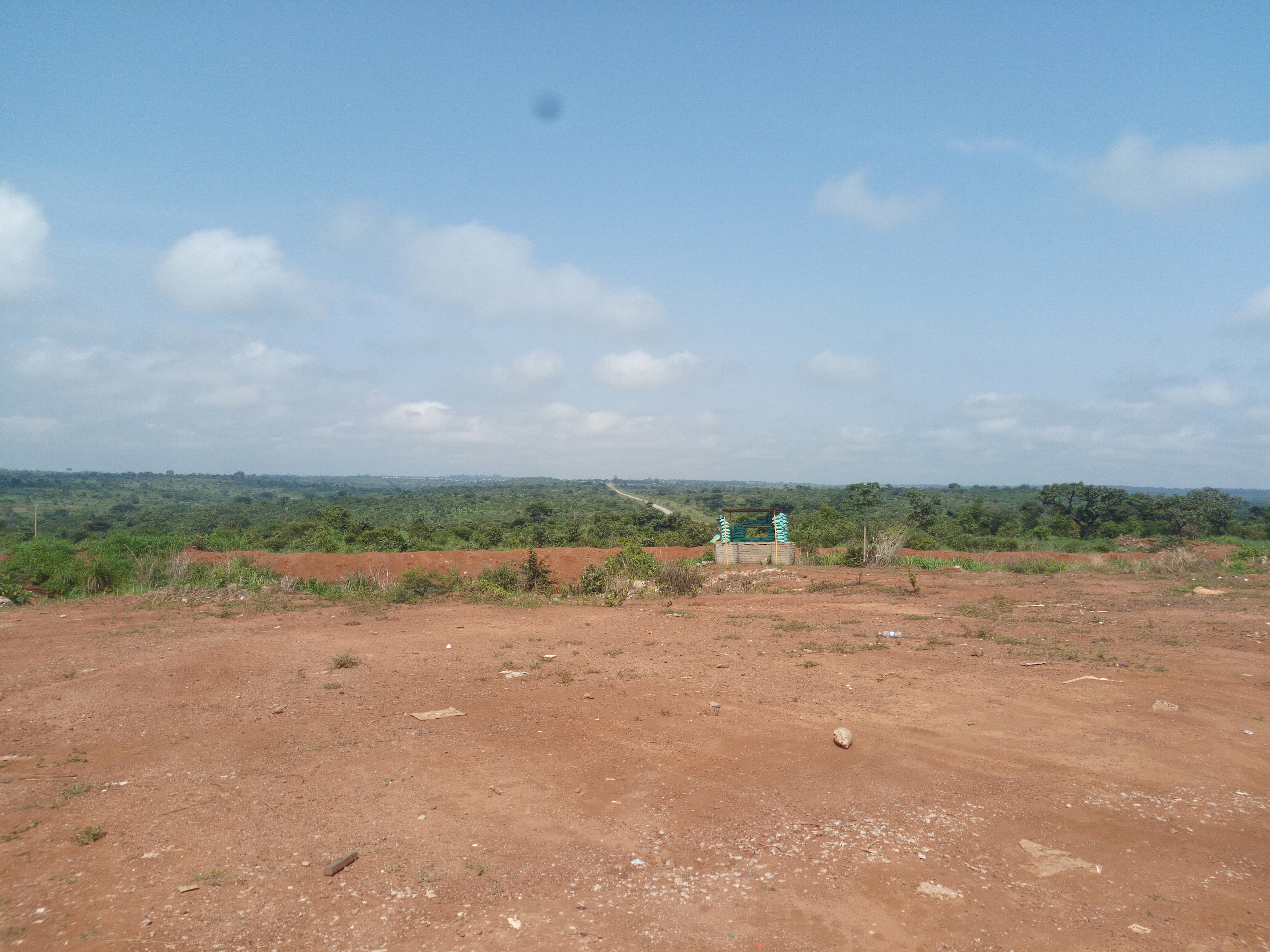
Poste militaire des Nations-Unies en 2016 près de Béloko, à proximité de la frontière.